# Горан Запрянов
Горан Запрянов е съвременен български писател, поет, композитор и изпълнител на множество любовни песни.
В неговото творчество са застъпени поезия, любовна лирика, философия и мъдрост. Автор е на романите  „Бягство от любовта“, "Пожар в океана" и стихосбирката „Не могат всички да са обичани“. Композитор, текстописец и изпълнител на множество любовни песни, сред тях са: „Съкровище мое“, „Солта на света“, „Две сърца“, „Аз ще живея“, „Прошка“, „Как да си върна любовта?“, „Чувствата от младостта“, „Приспивна песен“, „Любовта, която ти ми завеща“, „Зверски свят“, „Просто бройка“, „Tomorrow“ и много други.

## Проза

### Бягство от любовта
Романът е издаден през 2021 г. и разказва историята на главния герой Кларк, който страда за погубената любов на своята любима Изи. Неговият блян не спира с времето, а прераства в задаване на множество въпроси, житейски мъдрости и търсене на правилни отговори за бъдещето, миналото и цялостното битие на влюбения човек. Компания му правят Ана и Катя, които го поддрържат през трудните дни на уединение. „Бягство от любовта“ е уникален по своята форма на повествование, преплитащ в една книга разказ, поезия, мъдрост, философия и абстрактни размишления.

### Пожар в океана
Романът е издаден през 2023 г. Историята се върти около Добродетелен воин, който присъства в света чрез неговата бледа сянка. По време на повествуванието се срещаме с младеж, търсещ любовта на млада жена, търговец, опитващ да купи булка, старец, борещ се с травми от войната, убиец, загубил човешката си същност, и жертва, преследваща собственото си унищожение.
Героите в романа нямат имена, попаднали са в плен на грехове и страсти, но са обединени от стремежа си за любов и добротворие.

## Поезия

### Не могат всички да са обичани
Стихосбирката е издадена през 2012 г. и включва четири раздела със стихотворения, писани през годините и наименувани, както следва: Не могат всички да са обичани”, „Рицарят на счупеното огледало“ А сега накъде?”, Вестибулар”. Любовната лирика на младия автор, представя по различен начин света на любовта и ценностите в живота.
През 2022 г. стихосбирката е преиздадена и включва общо 80 стихотворения.

## Музика

### Нощта на китарата
През 2005 година Горан Запрянов записва най-хубавите си авторски песни в обща компилация под името „Нощта на китарата“. Тя включва песните: „Съкровище мое“, „Солта на света“, „Две сърца“, „Аз ще живея“, „Стъклен смях“, „Шепот“, „Прошка“, „Как да си върна любовта?“ и „Есенните изповеди“. Всички те са изпети и изсвирени, така както са и замислени – като баладични и романтични песни, изпълнени в акомпанимент на акустична китара. Текстът на песента „Солта на света“ е написана в съавторство с поетесата Даниела Кирилова, а „Стъклен смях“ е изцяло по нейно стихотворение.
През 2013 г. Горан Запрянов участва на фестивала „Бард Фест“ и получава статуетка за изпълнението на авторските си песни „Любовта, която ти ми завеща“ и „Съкровище мое“.
Характерно за музиката на Горан Запрянов е лиричният мелодичен глас, придружен от съпровод на акустична китара.